# برانگیختگی جنسی
برانگیختگی جنسی یا تهیج جنسی (به انگلیسی: Sexual arousal) واکنش‌های فیزیولوژیکی و روانی بدن به تحریک جنسی است که جهت آماده‌سازی فرد برای آمیزش جنسی رخ می‌دهد. برانگیختگی جنسی در مردان منجر به نعوظ شده و در زنان نیز سبب تراوش مایع روان‌کننده از واژن و سفت شدن بافت اندام‌های جنسی مانند (نوک‌پستان)، کلیتوریس و دیواره‌های واژن می‌شود.
محرک‌های ذهنی و فیزیکی مانند لمس و نوسانات هورمونی می‌توانند بر تحریک جنسی تأثیر بگذارند. برانگیختگی جنسی چندین مرحله دارد و ممکن است در نهایت به هیچ فعالیت جنسی واقعی‌ای منجر نشود. اگر تحریک جنسی در فرد به میزان کامل و کافی باشد، برانگیختگی جنسی در طول ارگاسم به اوج خود می‌رسد.

## محرک‌های شهوت‌انگیز
بسته به موقعیت، یک فرد می‌تواند توسط عوامل مختلفی که می‌توانند فیزیکی و همچنین روانی باشند، تحریک شود. ممکن است شخصی توسط شخص دیگری یا جنبه‌های خاصی از آن شخص یا توسط یک شی غیرانسانی تحریک جنسی شود. تحریک فیزیکی نواحی شهوت خیز یا معاشقه می‌تواند منجر به برانگیختگی جنسی شود، مخصوصاً اگر با انتظارِ فعالیت جنسی قریب‌الوقوع همراه باشد. محرک‌های بالقوه برای برانگیختگی جنسی از فردی به فرد دیگر و از زمانی به زمان دیگر همانند سطح برانگیختگی متفاوت است.
محرک‌ها را می‌توان بر اساس حس درگیر در سه دسته لامسه، بینایی و بویایی طبقه‌بندی کرد. محرک‌های شنیداری نیز ممکن سبب تحریک شوند، اگرچه عموماً در نقش ثانویه نسبت به سه مورد دیگر در نظر گرفته می‌شوند. محرک‌های شهوت‌انگیزی که منجر به تحریک جنسی می‌شوند می‌توانند شامل مواردی همانند مکالمه، متن، فیلم یا تصویر، بو یا محیطی باشد که منجر به پدیدار شدن افکار و خاطرات اروتیک در فرد شود. با توجه به زمینه مناسب، این موارد ممکن است منجر به تمایل فرد به تماس فیزیکی، از جمله بوسیدن، بغل کردن، و معاشقه(به انگلیسی: Make out) شود. این محرک‌ها می‌توانند باعث افزایش تمایل فرد به تحریک مستقیم جنسی شوند.
یک باور رایج وجود دارد که زنان برای رسیدن به برانگیختگی جنسی به زمان بیشتری نیاز دارند. با این حال، تحقیقات علمی اخیر نشان داده است بین زمانی که مردان و زنان برای برانگیختگی کامل نیاز دارند تفاوتی آنچنانی وجود ندارد. در تحقیقی دانشمندان مرکز بهداشت دانشگاه مک گیل در مونترال در کانادا از روش تصویربرداری حرارتی برای ثبت تغییر دمای پایه در ناحیه تناسلی برای تعیین زمان لازم برای برانگیختگی جنسی استفاده کردند. محققان زمان مورد نیاز برای رسیدن به اوج برانگیختگی جنسی افراد را در حین تماشای فیلم‌ها و تصاویر جنسی بررسی کردند و به این نتیجه رسیدند که به‌طور متوسط زنان و مردان تقریباً یک زمان را برای برانگیختگی جنسی اختصاص می‌دهند و این زمان حدود ۱۰ دقیقه است. زمان مورد نیاز برای معاشقه پیش از رابطه، فردی است و بسته به شرایط از موقعیتی به موقعیت دیگر می‌تواند متفاوت باشد.
برخلاف بسیاری از حیوانات، انسان‌ها فصل جفت‌گیری ندارند و به‌طور بالقوه قادر به تحریک و فعالیت جنسی در تمام طول سال هستند.

## واکنش‌های فیزیولوژیکی و روانی

### واکنش‌های فیزیولوژیکی
برانگیختگی جنسی باعث واکنش‌های فیزیکی مختلفی در بدن می‌شود که مهم‌ترین آنها در اندام‌های جنسی است. برانگیختگی جنسی برای مردان معمولاً با سفت شدن و نعوظ آلت تناسلی در زمانی که جسم غاری با خون پر می‌شود، همراه است که برجسته‌ترین علامت تحریک جنسی در مردان محسوب می‌شود. در زنان، برانگیختگی جنسی با افزایش جریان خون به سوی کلیتوریس و بقیه بخش برونی آلت تناسلی و همچنین تراوش مایع از دیواره‌های واژن همراه است، که به عنوان روان‌کننده عمل می‌کند.
| در مردان: | در زنان: |
| --- | --- |
| برانگیختگی جنسی مردان. در سمت چپ، اندام تناسلی مرد در حالت شل قرار دارد. در سمت راست، مرد از نظر جنسی تحریک شده است، آلت تناسلی در حالت سفت قرار دارد و کیسه بیضه منقبض شده است. - سفت شدن نوک سینه - سفت شدن و نعوظ آلت تناسلی - سیاهرگ‌های آلت تناسلی ممکن است برجسته تر شوند - جمع شدن پوست ختنه گاه که باعث نمایان شدن آلت تناسلی می‌شود - خارج شدن مایع پیش انزال - سفت شدن بیضه‌ها - بالا رفتن بیضه‌ها - کشش و ضخیم شدن کیسه بیضه - گشاد شدن مردمک چشم | برانگیختگی جنسی زنان. در سمت چپ، اندام تناسلی زن در حالت منظم قرار دارد. در سمت راست، زن از نظر جنسی تحریک شده است، بخش خارجی واژن خیس است و لب‌های آن کمی سفت شده است. - سفت شدن نوک سینه - ترشح مایع از واژن - احتقان عروقی دیواره‌های واژن - سفت شدن و نعوظ غده کلیتورال و لابیا - بالا رفتن دهانه رحم و رحم - انبساط فضای داخلی واژن - تغییر شکل، رنگ و اندازه لبه بزرگ و لبه کوچک - گشاد شدن مردمک چشم - گسترش هاله پستان |

### واکنش‌های روانی
برانگیختگی جنسی روانشناختی شامل ارزیابی و سنجش یک محرک، طبقه‌بندی ان به عنوان محرک جنسی و یک پاسخ عاطفی است. ترکیبی از حالات ادراکی و فیزیولوژیکی باعث برانگیختگی جنسی روانی می‌شود برخی معتقدند که برانگیختگی جنسی روانی ناشی از تعامل عوامل شناختی و تجربی، مانند حالت عاطفی، تجربه قبلی، و زمینه اجتماعی فعلی است.

## هورمون‌ها
چندین هورمون از جمله تستوسترون، کورتیزول و استرادیول بر تحریک جنسی تأثیر می‌گذارند. با این حال، نقش خاص این هورمون‌ها مشخص نیست. تستوسترون رایج‌ترین هورمونی است که در رابطه با تمایلات جنسی مورد مطالعه قرار می‌گیرد. این نقش کلیدی در برانگیختگی جنسی در مردان ایفا می‌کند، با اثرات قوی بر مکانیسم‌های برانگیختگی مرکزی. ارتباط بین تستوسترون و تحریک جنسی در زنان پیچیده‌تر است. تحقیقات نشان داده است که سطح تستوسترون در نتیجه شناخت جنسی در زنانی که از پیشگیری از بارداری هورمونی استفاده نمی‌کنند، افزایش می‌یابد. همچنین، زنانی که در روابط پلی آندروس شرکت می‌کنند، سطوح بالاتری از تستوسترون دارند. با این حال، مشخص نیست که آیا سطوح بالاتر تستوسترون باعث افزایش برانگیختگی و در نتیجه چندین شریک می‌شود یا اینکه فعالیت جنسی با چندین شریک باعث افزایش تستوسترون می‌شود.  نتایج مطالعه متناقض به این ایده اشاره می‌کند که در حالی که تستوسترون ممکن است در تمایلات جنسی برخی از زنان نقش داشته باشد، اثرات آن می‌تواند با وجود همزمان عوامل روان‌شناختی یا عاطفی در برخی دیگر پنهان شود.

## در جانوران
در بیشتر جانوران آمیزش جنسی فقط به منظور تولیدمثل انجام می‌شود، اما برخی میمون‌ها از جمله شامپانزه و نیز دلفین‌ها جانورانی هستند که رفتارهای جنسی را به دلایلی دیگر نیز انجام می‌دهند.